# 浸信會永隆中學
浸信會永隆中學（英語：Baptist Wing Lung Secondary School），原名為「香港浸信會聯會中學」，位於香港屯門區大興花園第2期內，於1996年由香港浸信會聯會成立。

## 校政管理
歷任校監
- 何建宗 教授
- 羅永祥 先生
- 王寧添 先生
- 吳卓穎 女士

歷任校長
- 1996年至2015年：譚日旭 先生[4]（後調任同系香港培正中學校長）
- 2015年至今：鄭繼霖 先生

歷任副校長
- 黃志聖 先生
- 黃幹文 先生
- 郭美玲 女士
- 余志雄 先生

## 歷史
香港浸信會聯會於1991年起，向政府申請開辦新津貼中學，至1996年初獲批現址的校舍。及後，此校以「香港浸信會聯會中學」的名義，於同年9月正式創立，由創校起即以中文授課。然而，在實際開辦時，此校的高中卻臨時改以英語授課，其後才恢復原狀。
在此校開辦不久，由於校董會獲伍宜孫基金會及思源基金會捐贈部分開辦經費，此校於1997年起，以伍氏家族旗下的永隆銀行冠名為浸信會永隆中學，是全港唯一一所以金融機構冠名的津貼學校。

## 校舍
此校為一座第一代靈活式校舍，佔地5,800平方米，設有26間課室及各種特別室，並曾於2002-05年間循「學校改善計劃」加建新翼。

## 教學語言及課程
由2020-2021年度起，數學科及科學科以英文教授。
高中課程，此校設有以下選修科：

### 英文教授科目
- Mathematics(M2)
- Chemistry
- Physics
- Biology

### 中文教授科目
- 資訊與通訊科技
- 中國歷史
- 歷史
- 地理
- 經濟
- 企業會計與財務概論
- 視覺藝術
- 健康管理與社會關係

## 著名/傑出校友
- 洪偉恆（Carl Hung）：英皇教育經濟科補習導師 [9]
- 英健朗：香港男藝人
- 何佩珉：前無綫電視女藝員
- 陳諾忠：無綫電視藝員（2009年中五畢業）

## 註解
1. ↑  2021/22學年數字[2]
2. ↑  為所在屋苑發展商恆隆集團轄下慈善基金會

## 外部連結
- 浸信會永隆中學 （页面存档备份，存于）